# NGC 6241
NGC 6241 est une galaxie spirale relativement éloignée et située dans la constellation d'Hercule. Sa vitesse par rapport au fond diffus cosmologique est de 9 011 ± 47 km/s, ce qui correspond à une distance de Hubble de 132,9 ± 9,3 Mpc (∼433 millions d'al). NGC 6241 a été découverte par l'astronome germano-britannique William Herschel en 1788.